# Municipio de Juniata (Nebraska)
El municipio de Juniata (en inglés: Juniata Township) es un municipio ubicado en el condado de Adams en el estado estadounidense de Nebraska. En el año 2010 tenía una población de 999 habitantes y una densidad poblacional de 10,79 personas por km².

## Geografía
El municipio de Juniata se encuentra ubicado en las coordenadas 40°33′38″N 98°32′58″O / 40.56056, -98.54944. Según la Oficina del Censo de los Estados Unidos, el municipio tiene una superficie total de 92.58 km², de la cual 92,23 km² corresponden a tierra firme y (0,39 %) 0,36 km² es agua.

## Demografía
Según el censo de 2010, había 999 personas residiendo en el municipio de Juniata. La densidad de población era de 10,79 hab./km². De los 999 habitantes, el municipio de Juniata estaba compuesto por el 95,8 % blancos, el 0,1 % eran afroamericanos, el 0,4 % eran amerindios, el 0,5 % eran asiáticos, el 2,4 % eran de otras razas y el 0,8 % eran de una mezcla de razas. Del total de la población el 2,6 % eran hispanos o latinos de cualquier raza.